# Hadassah
Hadassah: la Organización Sionista Femenina Americana (en inglés: Hadassah: American Women's Zionist Organization) es una organización femenina estadounidense de mujeres judías voluntarias. Fue fundada en 1912 por Henrietta Szold.
Hadassah es una de las mayores organizaciones judías internacionales, con 330.000 miembros en los Estados Unidos. Es la organización de mujeres judías más grande del país. Recauda fondos para programas comunitarios y para las iniciativas que están relacionadas con la salud en Israel, incluyendo el Centro Médico Hadassah, un hospital israelí que ofrece tratamiento en Jerusalén y según la revista Newsweek está entre los mejores del mundo.
En los Estados Unidos, la organización actúa en favor de los derechos de la mujer, la autonomía religiosa y las relaciones diplomáticas entre los Estados Unidos y el Estado judío. En Israel, apoya la educación, la sanidad, la investigación y desarrollo, las iniciativas para las mujeres, las escuelas y los programas para jóvenes con pocos recursos económicos, recaudando fondos y creando hospitales, bancos de alimentos, escuelas de enfermería y programas de trabajo social.
En 2024 lanzó una campaña global, «End The Silence», para concienciar acerca de la violencia sexual ejercida por Hamás el 7 de octubre y exigir justicia.
Hadassah publica una revista llamada Hadassah Magazine.